# Aeropuerto de Ust-Tsilma
El Aeropuerto de Ust-Tsilma (en ruso: Аэропорт Усть-Цильма IATA:UTS; ICAO:UUYX) es un aeropuerto situado en las afueras de la ciudad rusa de Ust-Tsilma, localizada en Siberia noroccidental, en la República de Komi, en Rusia. Es un aeropuerto civil que se encuentra a 80 m sobre el nivel del mar.
El espacio aéreo está controlado desde el FIR de Pechora (ICAO: UUYP).
La operadora del aeropuerto es la compañía rusa Komiaviatrans.

## Pista
El aeropuerto de Ust-Tsilma dispone de una pista de hormigón en dirección 15/33 de 1.332x32 m. (4.369x104 pies).
El pavimento es del tipo 16/R/B/Y/T.
Existe una calle de acceso que conecta la plataforma con la pista principal.
Es adecuado para ser utilizado por los siguientes aviones: AN-12, An-24, An-26, IL-76, IL-114, Yak-40, ATR 42, EMB 120R, así como los helicópteros Mi-2, Mi-8, Mi-26, L-410.
- Limitaciones:[4]

ATR-42, EMB-120ER y L-410 si disponen de lanza de remolque a bordo. 